# Pellaea mairei
Pellaea mairei là một loài thực vật có mạch trong họ Adiantaceae. Loài này được Brause miêu tả khoa học đầu tiên năm 1913.